# 지킬 박사의 두 얼굴
지킬 박사의 두 얼굴(The Two Faces Of Dr. Jekyll)은 영국에서 제작된 테런스 피셔 감독의 1960년 공포, SF 영화이다. 로버트 루이스 스티븐슨의 소설 《지킬 박사와 하이드 씨》를 바탕으로 제작되었다. 폴 마시 등이 주연으로 출연하였고 마이클 카레라스 등이 제작에 참여하였다.

## 출연

### 주연
- 폴 마시
- 돈 아담스

### 조연
- 크리스토퍼 리
- 데이비드 코소프
- 프란시스 드 울프
- 노마 말라
- 마그다 밀러
- 올리버 리드
- 윌리엄 켄들
- 헬렌 고스
- 폴린 쉐퍼드
- 퍼시 카트라이트
- 조 로빈슨
- 아서 러브그로브
- 프랭크 앳킨슨
- 제니나 페이
- 더그 로빈슨
- 글렌 벡
- 존 본니
- 앨런 브로닝
- 로드니 버크
- 클리포드 얼
- 펠릭스 펠튼
- 월터 고텔
- 하젤 그레이엄
- 루시 그리피스
- 프러던스 하이먼
- 안소니 제이콥스
- 조지 맥그레이스
- 알렉스 밀러
- 존 무어
- 데니스 쇼
- 프레드 스톤
- 맥켄지 워드

## 제작진
- 원작자: 로버트 루이스 스티븐슨
- 미술: 버나드 로빈슨
- 의상: 마요